# Tilhac (Indre)
Tilly és un municipi francès, situat al departament de l'Indre i a la regió de Centre – Vall del Loira. L'any 2007 tenia 170 habitants.

## Demografia

### Població
El 2007 la població de fet de Tilly era de 170 persones. Hi havia 88 famílies, de les quals 36 eren unipersonals (12 homes vivint sols i 24 dones vivint soles), 32 parelles sense fills i 20 parelles amb fills.
La població ha evolucionat segons el següent gràfic:
Habitants censats

### Habitatges
El 2007 hi havia 165 habitatges, 88 eren l'habitatge principal de la família, 53 eren segones residències i 24 estaven desocupats. 161 eren cases i 4 eren apartaments. Dels 88 habitatges principals, 80 estaven ocupats pels seus propietaris, 6 estaven llogats i ocupats pels llogaters i 2 estaven cedits a títol gratuït; 1 tenia una cambra, 3 en tenien dues, 18 en tenien tres, 21 en tenien quatre i 45 en tenien cinc o més. 67 habitatges disposaven pel capbaix d'una plaça de pàrquing. A 42 habitatges hi havia un automòbil i a 32 n'hi havia dos o més.

### Piràmide de població
La piràmide de població per edats i sexe el 2009 era:
| Homes | Edats   | Dones |
| ----- | ------- | ----- |
| 0     | 95 o +  | 0     |
| 0     | 90 a 94 | 0     |
| 0     | 85 a 89 | 4     |
| 0     | 80 a 84 | 0     |
| 8     | 75 a 79 | 4     |
| 16    | 70 a 74 | 12    |
| 12    | 65 a 69 | 20    |
| 4     | 60 a 64 | 12    |
| 12    | 55 a 59 | 8     |
| 16    | 50 a 54 | 4     |
| 0     | 45 a 49 | 0     |
| 4     | 40 a 44 | 0     |
| 8     | 35 a 39 | 4     |
| 4     | 30 a 34 | 8     |
| 8     | 25 a 29 | 0     |
| 0     | 20 a 24 | 4     |
| 8     | 15 a 19 | 0     |
| 4     | 10 a 14 | 4     |
| 4     | 5 a 9   | 0     |
| 4     | 0 a 4   | 0     |

## Economia
El 2007 la població en edat de treballar era de 78 persones, 52 eren actives i 26 eren inactives. De les 52 persones actives 50 estaven ocupades (31 homes i 19 dones) i 2 estaven aturades (2 dones i 2 dones). De les 26 persones inactives 19 estaven jubilades, 4 estaven estudiant i 3 estaven classificades com a «altres inactius».

### Ingressos
El 2009 a Tilly hi havia 83 unitats fiscals que integraven 156,5 persones, la mediana anual d'ingressos fiscals per persona era de 12.424 €.

### Activitats econòmiques
Dels 8 establiments que hi havia el 2007, 4 eren d'empreses de construcció, 1 d'una empresa d'hostatgeria i restauració i 3 d'empreses de serveis.
Dels 4 establiments de servei als particulars que hi havia el 2009, 1 era un paleta, 1 guixaire pintor, 1 electricista i 1 empresa de construcció.
L'any 2000 a Tilly hi havia 12 explotacions agrícoles que ocupaven un total de 1.170 hectàrees.

## Poblacions més properes
El següent diagrama mostra les poblacions més properes.